# Predrag Ranđelović
Predrag Ranđelović, cyr. Пpeдpaг Paнђeлoвић (ur. 13 września 1976 w Niszu) – serbski piłkarz, grający na pozycji napastnika.

## Kariera piłkarska

### Kariera klubowa
Karierę piłkarską rozpoczął w miejscowym klubie Radnički Nisz, skąd przeszedł do Zvezdary Belgrad. W 1999 wyjechał do Rosji, gdzie występował w klubach Anży Machaczkała, CSKA Moskwa i Zenit Petersburg. Na początku 2004 przeniósł się do rumuńskiej drużyny Universitatea Krajowa. Po występach w greckim Niki Wolos w 2006 powrócił do Serbii, gdzie został piłkarzem Obilića Belgrad, a wkrótce podpisał kontrakt z Admira Wacker Mödling. W 2007 bronił barw macedońskiego Rabotniczki Skopje, po czym ponownie wrócił do Serbii, gdzie grał w FK Bežanija. W 2008 wyjechał do Czarnogóry, gdzie występował w klubach Rudar Pljevlja i Mogren Budva.

## Sukcesy i odznaczenia

### Sukcesy klubowe
- mistrz Czarnogóry: 2010
- mistrz Rosyjskiej Pierwszej Dywizji: 1999

### Sukcesy indywidualne
- wybrany do listy 33 najlepszych piłkarzy roku w Rosji: Nr 3 (2000)